# R. F. C. Hull
Richard Francis Carrington Hull o R. F. C. Hull (5 de marzo de 1913-16 de diciembre de 1974) fue un traductor británico, más conocido por su contribución en la traducción al inglés de las The Collected Works of C. G. Jung (en español Obra completa de Carl Gustav Jung). También tradujo muchos otros trabajos académicos.

## Biografía
Hull comenzó su educación en el área de la medicina, pero la abandonó en favor del periodismo y la poesía.
Durante la década de 1930 comenzó a traducir la obra de Rilke y durante la Segunda Guerra Mundial fue criptógrafo en el proyecto secreto Ultra del Reino Unido. Después de la guerra comenzó a traducir profesionalmente para Kegan Paul y otras, editorial especializada en obras de filosofía.
Hull fue descrito como de mente rápida, tartamudo y un «hombre alto, elegante, de aspecto distinguido, luciendo un bastón de malaca con la empuñadura de plata».
La mayor parte de las personas de habla inglesa conoce la obra de Carl Jung través de las traducciones de R. F. C. Hull. Tradujo o recicló cerca de cuatro millones de palabras de los escritos de Jung y su obituario dice que «[p]rácticamente toda palabra que Jung escribió o que se registró como su declaración pasó por el circuito de la mente de Hull».